# Galaxias Colles
I Galaxias Colles sono una struttura geologica della superficie di Marte.